# Aeschynomene burttii
Aeschynomene burttii är en ärtväxtart som beskrevs av Baker f. Aeschynomene burttii ingår i släktet Aeschynomene och familjen ärtväxter. Inga underarter finns listade i Catalogue of Life.